# يوكيو إيدانو
يوكيو إيدانو (باليابانية: 枝野 幸男) (من مواليد 31 مايو 1964) هو سياسي ياباني من الحزب الديمقراطي الياباني وعضو في مجلس النواب الياباني وأمين رئاسة مجلس الوزراء الياباني في حكومة ناوتو كان.
ولد إيدانو في أوتسونوميا وتخرج من جامعة توهوكو وتم انتخابه للمرة الأولى عام 1993 كعضو في البرلمان.

## وصلات خارجية
- يوكيو إيدانو على موقع IMDb (الإنجليزية)
- يوكيو إيدانو على موقع ميوزك برينز (الإنجليزية)
- الموقع الرسمي